# Kononga
Ne doit pas être confondu avec Kononga-Peulh.
Kononga est une commune rurale située dans le département de Namissiguima de la province du Yatenga dans la région Nord au Burkina Faso.

## Géographie

### Situation
Kononga se trouve à environ 10 km à l'ouest du centre Namissiguima, le chef-lieu du département, et à 10 km à l'est de Ouahigouya et des routes nationales RN 2 et RN 15.

### Climat
Kononga est dotée d'un climat semi-aride, de type BSh selon la classification de Köppen, avec des moyennes annuelles de 28,6 °C pour la température et de 584 mm pour les précipitations.

## Démographie
Lors du recensement général national de la population de 2006, Kononga dénombrait 2 652 habitants. 
| Hommes | Femmes | Total | % Femmes | 0-14 ans | 15-64 ans | 65 ans ou + | Age N.D. |
| ------ | ------ | ----- | -------- | -------- | --------- | ----------- | -------- |
| 1 250  | 1 402  | 2 652 | 52,87    | 1 300    | 1 192     | 153         | 7        |

## Économie
Les activités principales sont l'agriculture et l'élevage.

## Santé et éducation
Kononga accueille un dispensaire isolé, cependant le centre de soins le plus proche est le centre de santé et de promotion sociale (CSPS) de Namissiguima tandis que le centre hospitalier régional (CHR) se trouve à Ouahigouya.
Le village possède deux écoles primaires publiques (A à Goubré et B à Boulin).

### Filmographie
- Kononga - Nous allons nous arrêter ici pour manger, film documentaire de Christophe Cupelin, Laïka Films, 2006, 30 min
- Entretien avec la présidente de l'Association de Femmes de Kononga, Institut Olvido, vidéo mise en ligne le 20 janvier 2015, 1 min 32 s
- L'histoire de la création et signification de nom du village de Kononga, Institut Olvido, vidéo mise en ligne le 16 août 2018, 5 min 17s